# Bergakyrkan

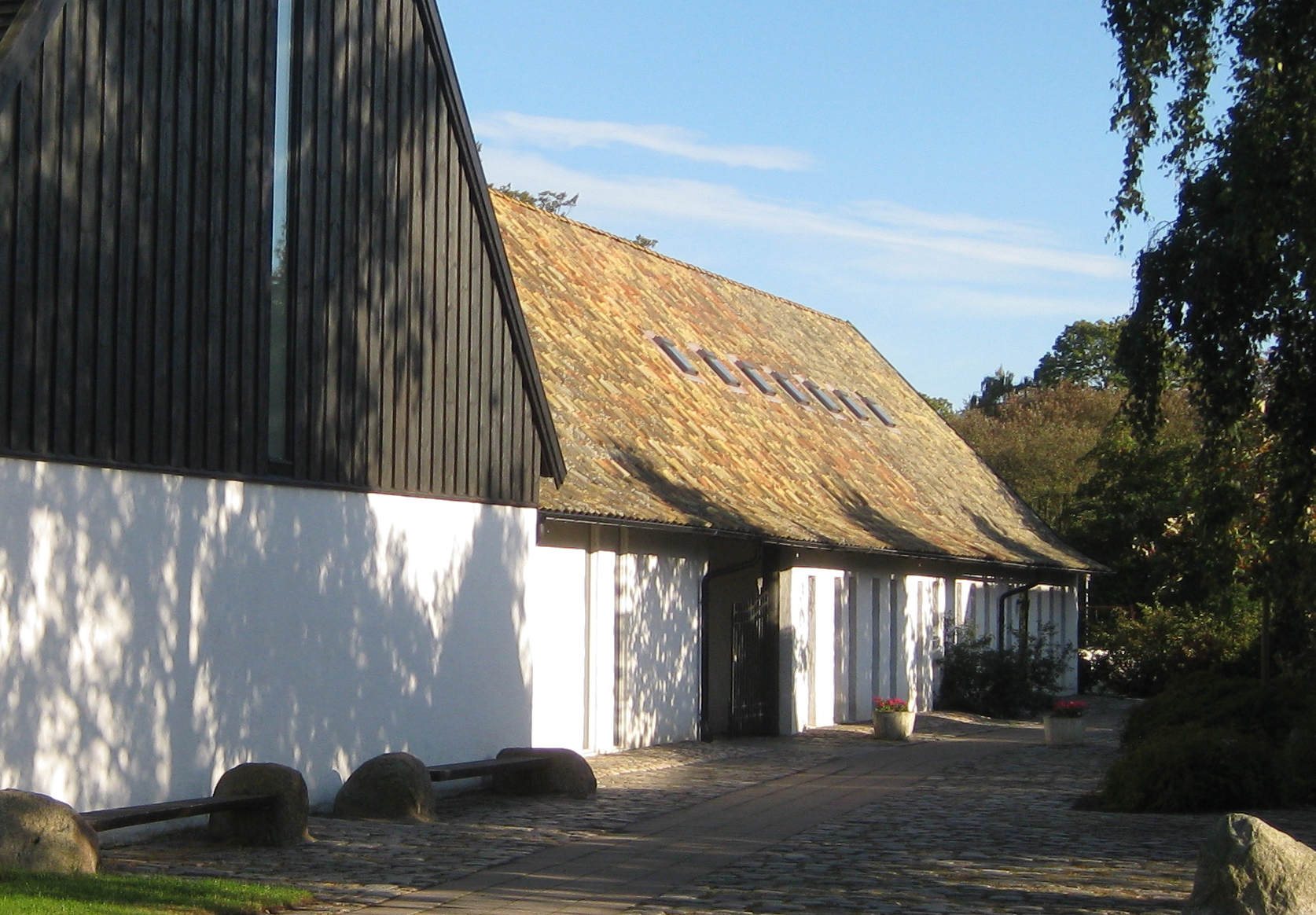
Församlingshemmet

Bergakyrkan är en kyrkobyggnad i Bjärred. Den är församlingskyrka i Bjärreds församling i Lunds stift.

## Kyrkobyggnaden
Kyrkan invigdes den 31 mars 1974 och anläggningen utgjordes då av tre vita längor grupperade som en skånsk gård med öppning mot parken. I ena längan inrymdes Bergakyrkan. I den andra längan församlingsexpedition och i den tredje församlingsutrymmen. Kyrkan är ritad av arkitekten Bengt Hellborg. 
1991 byggdes två huskroppar till och dessa går i en stil som ansluter till den ursprungliga Bergagården utan att för den skull vara identiskt lika. 
I Bergakyrkan finns en flyttbar inredning som gör att kyrkorummet kan förändras efter behov. Trä och sten dominerar inredningen. 

## Interiör
- Dopfunten är formgiven av den danske bildhuggaren Torvald Westergaard Lemvig som också har huggit en stenskulptur som är inmurad i väggen bakom dopfunten. Stenskulpturen föreställer Jesu sista måltid och i koret förenas därmed de två sakramenten dop och nattvard.
- I samband med Bergagårdens tjugoårsjubileum 1994 skapades en plats för meditation i ett utrymme som från början var tänkt för kören. Med en ljusbärare i mitten och en Mariaikon målad av Lars Gerdmar på väggen markeras möjligheten för enskild bön.
- Kyrkan lyses upp av taklampor och vägglampetter sammansatta av genombrutna plåtburkar i varierande mönster. Lamporna är utformade av konstnären Gunnar Hallgren.
- Dynorna i bänkarna är så kallade ”agedynor”, åkdynor designade av Kristina Hellborg.
- Predikstolsklädet har vävts av Anne Li Göransson.
- Krucifixet på korväggen har hämtats från Flädie kyrka och är från 1400-talet.
- Vid invigningen skänkte en församlingsmedlem nattvardssilvret som Sven Albrektsson tillverkat.
- Ett processionskors av Walter Hübner skänktes av Lomma församling.
- En fristående klockstapel har en klocka som är en kopia av Flädie kyrkas gamla 1600-talsklocka som nu förvaras i vapenhuset i Flädie kyrka.

### Orgel
- Den nuvarande orgeln byggdes 1980 av A. Mårtenssons Orgelfabrik AB, Lund och har mekanisk traktur och elektrisk registratur. Fasaden är ny och orgeln har fria och fasta kombinationer.

| Huvudverk I       | Svällverk II      | Pedal         | Koppel |
| Gedacktpommer 16´ | Rörflöjt 8´       | Subbas 16´    | I/P    |
| Principal 8´      | Blockflöjt 4'     | Oktavbas 8´   | II/P   |
| Gedackt 8'        | Larigot 2 2/3'    | Gedackt 8'    | II/I   |
| Oktava 4'         | Principal 2'      | Kvintadena 4' |        |
| Koppelflöjt 4'    | Ters 1 3/5'       | Mixtur 3 chor |        |
| Waldflöjt 2'      | Cymbel 3 chor     | Fagott 16'    |        |
| Mixtur 4 chor     | Krumhorn 8'       |               |        |
| Trumpet 8'        | Tremulant         |               |        |
|                   | Crescendosvällare |               |        |

## Fattigmansbibeln
På Bergasalens sydvägg har konstnären Stig Carlsson skapat en modern variant av Biblia pauperum, fattigmansbibeln. Bilderna framställer de viktigaste scenerna i Nya testamentet, samt motsvarande ”typiska” scener ur Gamla testamentet. 